# Hiroki Kawano
Hiroki Kawano (河野 広貴 Kawano Hiroki?), född 30 mars 1990 i Kanagawa prefektur, är en japansk fotbollsspelare.
Kawano började sin karriär 2007 i Tokyo Verdy. Han spelade 114 ligamatcher för klubben. 2012 flyttade han till FC Tokyo. Efter FC Tokyo spelade han för Sagan Tosu. Han gick tillbaka till Tokyo Verdy 2019.